# Adam Szegidewicz
Adam Szegidewicz (ur. 25 kwietnia 1924 w Baranowiczach, zm. 6 października 1995 w Warszawie) – pułkownik dypl. inż. Wojska Polskiego, z pochodzenia polski Tatar.

## Kariera wojskowa
Do wojska wcielony wiosną 1944. Słuchacz Oficerskiej Szkoły Saperów w Przemyślu, którą ukończył w kwietniu 1945. W stopniu podporucznika przydzielony do 18 batalionu saperów 7 Dywizji Piechoty. W ostatnich dniach wojny walczył o Drezno oraz na kierunku Mielnika w Czechach.
Po wojnie walczył z UPA w Bieszczadach, uczestniczył w wytyczaniu granicy państwowej z ZSRR i CSRS. Brał udział w rozminowaniu Dolnego Śląska.
W latach 1945–1951 dowódca kompanii saperów, dowódca 18 bsap 7 Dywizji Piechoty. W latach 1951–1953 szef sztabu 1 pułku pontonowego. W latach 1946–1953 kierował pododdziałami w akcjach powodziowych i przeciwlodowych. W latach 1953–1954 słuchacz Wyższych Kursów Akademickich przy Akademii Sztabu Generalnego WP. W czasie pobytu w ASG w 1954, na skutek zarzutów o wrogość do ZSRR i ukrywanie posiadania olbrzymich majątków na Wschodzie oraz rzekomego przebywania na Zachodzie ojca (wysokiego urzędnika carskiego), ze względów politycznych usunięty z wojska. Po odwołaniu do ministra Obrony Narodowej i długich wyjaśnieniach przywrócony do służby.
W latach 1954–1955 zastępca i szef wojsk inżynieryjnych Śląskiego Okręgu Wojskowego (SOW). W latach 1955–1957 zastępca i komendant Oficerskiej Szkoły Wojsk Inżynieryjnych (październik 1956 – marzec 1957). W latach 1957–1959 słuchacz Akademii Sztabu Generalnego Wojska Polskiego w Rembertowie.
Po zakończeniu Akademii szef wojsk inżynieryjnych SOW, w latach 1960–1966 szef wojsk inżynieryjnych Korpusu Bezpieczeństwa Wewnętrznego. W tym czasie kierował budową dróg i mostów przez pododdziały KBW w Bieszczadach. W 1964 ukończył zaocznie Politechnikę Warszawską i uzyskał dyplom inżyniera budownictwa lądowego.
W okresie styczeń 1967 – grudzień 1972 komendant Oficerskiej Szkoły Wojsk Inżynieryjnych i od 1967 Wyższej Oficerskiej Szkoły Wojsk Inżynieryjnych im. gen. Jakuba Jasińskiego.
W latach 1972–1984 szef oddziału w Sztabie Generalnym Wojska Polskiego, a w okresie 1984–1988 prezes Zarządu Głównego Towarzystwa Wiedzy Obronnej. Organizator i współautor Regulaminów Sił Zbrojnych PRL z 1980–1982. Autor szeregu wydawnictw o charakterze wojskowym i specjalnym.
W stan spoczynku przeszedł w 1988.
Odznaczenia: Krzyż Oficerski i Kawalerski Orderu Odrodzenia Polski, Srebrny Krzyż Zasługi – dwukrotnie, Złota odznaka "Za zasługi dla województwa warszawskiego" (1962), liczne odznaczenia resortowe MON.
Pochowany na Cmentarzu Wojskowym na Powązkach w Warszawie.